# Phelsuma modesta
Phelsuma modesta este o specie de șopârle din genul Phelsuma, familia Gekkonidae, descrisă de Mertens 1970. A fost clasificată de IUCN ca specie cu risc scăzut.

## Subspecii
Această specie cuprinde următoarele subspecii:
- P. m. modesta
- P. m. leiogaster
- P. m. isakae

## Galerie

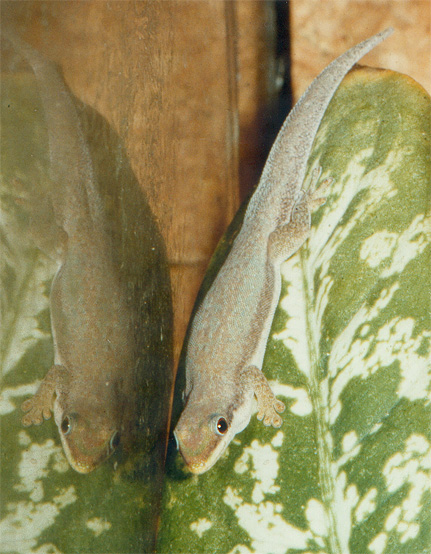